# I Can’t Stand the Rain
I Can’t Stand the Rain ist ein Soulsong aus dem Jahr 1973, der von Ann Peebles, Don Bryant und Bernard Miller geschrieben wurde und von Peebles in den Royal Recordings Studios in South Lauderdale in Memphis eingesungen wurde. 1974 erreichte das auf Hi Records erschienene Stück (Katalognummer HI 452248) Platz sechs der R&B-Charts und Platz 38 der Pop-Charts in den Vereinigten Staaten.

## Chartplatzierungen
| ChartsChartplatzierungen       | Höchstplatzierung | Wochen |
| ------------------------------ | ----------------- | ------ |
| Vereinigte Staaten (Billboard) | 38 (21 Wo.)       | 21     |
| Vereinigtes Königreich (OCC)   | 41 (3 Wo.)        | 3      |

## Coverversionen

### Eruption-Version
1977 produzierte Frank Farian mit der Gruppe Eruption eine Disco-Version der Stücks, die im Januar 1978 veröffentlicht wurde. In Australien und Belgien wurde der Song ein Nummer-eins-Hit.
| ChartsChartplatzierungen       | Höchstplatzierung | Wochen |
| ------------------------------ | ----------------- | ------ |
| Deutschland (GfK)              | 7 (31 Wo.)        | 31     |
| Österreich (Ö3)                | 4 (16 Wo.)        | 16     |
| Schweiz (IFPI)                 | 8 (8 Wo.)         | 8      |
| Vereinigte Staaten (Billboard) | 18 (22 Wo.)       | 22     |
| Vereinigtes Königreich (OCC)   | 5 (11 Wo.)        | 11     |

| ChartsJahrescharts (1978)      | Platzierung |
| ------------------------------ | ----------- |
| Deutschland (GfK)              | 10          |
| Österreich (Ö3)                | 14          |
| Vereinigte Staaten (Billboard) | 95          |

Auszeichnungen für Musikverkäufe

| Land/Region                  | Auszeichnungen für Musikverkäufe (Land/Region, Auszeichnung, Verkäufe) | Verkäufe |
| ---------------------------- | ---------------------------------------------------------------------- | -------- |
| Frankreich (SNEP)            | Gold                                                                   | 500.000  |
| Vereinigtes Königreich (BPI) | Silber                                                                 | 200.000  |
| Insgesamt                    | 1× Silber · 1× Gold ·                                                  | 700.000  |

### Tina Turner-Version
1984 nahm Tina Turner das Stück neu auf und veröffentlichte es im März 1985 auf ihrem Album Private Dancer in einer New-Wave-Version. Sie war in vielen europäischen Ländern erfolgreich: z. B. erreichte sie in Österreich Platz 6 und in Frankreich Platz 2. In Irland belegte sie Rang 20.
| ChartsChartplatzierungen     | Höchstplatzierung | Wochen/ Monate |
| ---------------------------- | ----------------- | -------------- |
| Deutschland (GfK)            | 9 (14 Wo.)        | 14 Wo.         |
| Österreich (Ö3)              | 6 (3 Mt.)         | 3 Mt.          |
| Schweiz (IFPI)               | 15 (10 Wo.)       | 10 Wo.         |
| Vereinigtes Königreich (OCC) | 57 (3 Wo.)        | 3 Wo.          |

| ChartsJahrescharts (1986) | Platzierung |
| ------------------------- | ----------- |
| Österreich (Ö3)           | 30          |

### Weitere Coverversionen
- 1975: Graham Central Station
- 1978: Ronnie Wood
- 1978: Albert King
- 1979: Humble Pie
- 1980: Lowell George
- 1991: The Commitments
- 1992: Bad Manners
- 1993: Cassandra Wilson
- 1994: Booker T. & the M.G.’s
- 1997: Robben Ford
- 1997: La Bouche
- 1997: Missy Elliott (The Rain (Supa Dupa Fly))
- 1999: Michael Bolton
- 2000: The Blues Band
- 2006: Alannah Myles feat. Jeff Healey
- 2008: Seal
- 2010: Thomas Quasthoff
- 2016: Beverley Knight
- 2017: Dee Dee Bridgewater